# Long Barn
Long Barn è un edificio residenziale nei pressi di Sevenoaks, in Kent, e rientra nella lista britannica degli edifici di interesse storico. Fu la casa dove abitò Vita Sackville-West col marito Harold Nicolson. La casa ha ospitato anche personalità del calibro di Douglas Fairbanks e Charles Lindbergh in differenti periodi.

## Storia
Si pensa che Long Barn risalga alla metà del secolo XIV, quando il corpo principale venne suddiviso per ospitare i lavoranti alla fattoria.
Restaurata nel secolo XIX, fu ampliata aggiungendo appunto una "long barn" (in inglese "deposito, granaio"), da cui il nome attuale. I lavori di restauro furono iniziati dalla famiglia Thompson e continuati dal diplomatico Harold Nicolson e sua moglie, la scrittrice Vita Sackville-West, che visse nella casa fino al 1931.
Quando comprarono la casa nel 1915, Vita Sackville-West e il marito iniziarono ad allestire un giardino che, come il precedente nella residenza di Giardino del Castello di Sissinghurst, rispecchiava i diversi gusti ed i temperamenti della coppia.
Il giardino venne successivamente completato dal loro amico Edwin Lutyens nel 1925.

## Visitatori
Il cosiddetto Bloomsbury Group era uso incontrarsi spesso a Long Barn, e tra i suoi visitatori si ricordano Virginia Woolf, Stephen Spender, Clive Bell, Lytton Strachey, E. M. Forster, Hugh Walpole, e altri quali Roy Campbell, Rosamund Grosvenor (l'amante giovanile di Vita), Violet Trefusis, Charlie Chaplin, e Douglas Fairbanks.
In seguito al rapimento del loro figlio, l'aviatore americano Charles Lindbergh e sua moglie, la scrittrice e aviatrice a sua volta Anne Morrow, affittarono la casa dai Nicolsons. Gli abitanti del villaggio ricordano ancora il loro secondo figlio sorvegliato a vista da una guardia armata quando giocava in giardino.

## Oggi
Sebbene la casa non sia aperta al pubblico, i giardini lo sono periodicamente, e durante la Christian Aid Week.